# Ivan Ordec'
Ivan Mykolajovyč Ordec' (in ucraino Іван Миколайович Ордець?; Volnovacha, 8 luglio 1992) è un calciatore ucraino, difensore del Bochum.

## Carriera

### Club
Ha giocato nella prima divisione ucraina, in quella russa ed in quella tedesca.

### Nazionale
Il 22 maggio 2014 ha esordito con la Nazionale ucraina nell'amichevole Ucraina-Niger (2-1), segnando un gol.

## Palmarès

### Club

#### Competizioni nazionali
- Supercoppa d'Ucraina: 3

Šachtar: 2014, 2015, 2017
- Coppa d'Ucraina: 4

Šachtar: 2015-2016, 2016-2017, 2017-2018, 2018-2019
- Campionato ucraino: 3

Šachtar: 2016-2017, 2017-2018, 2018-2019